# Baccio Baldini

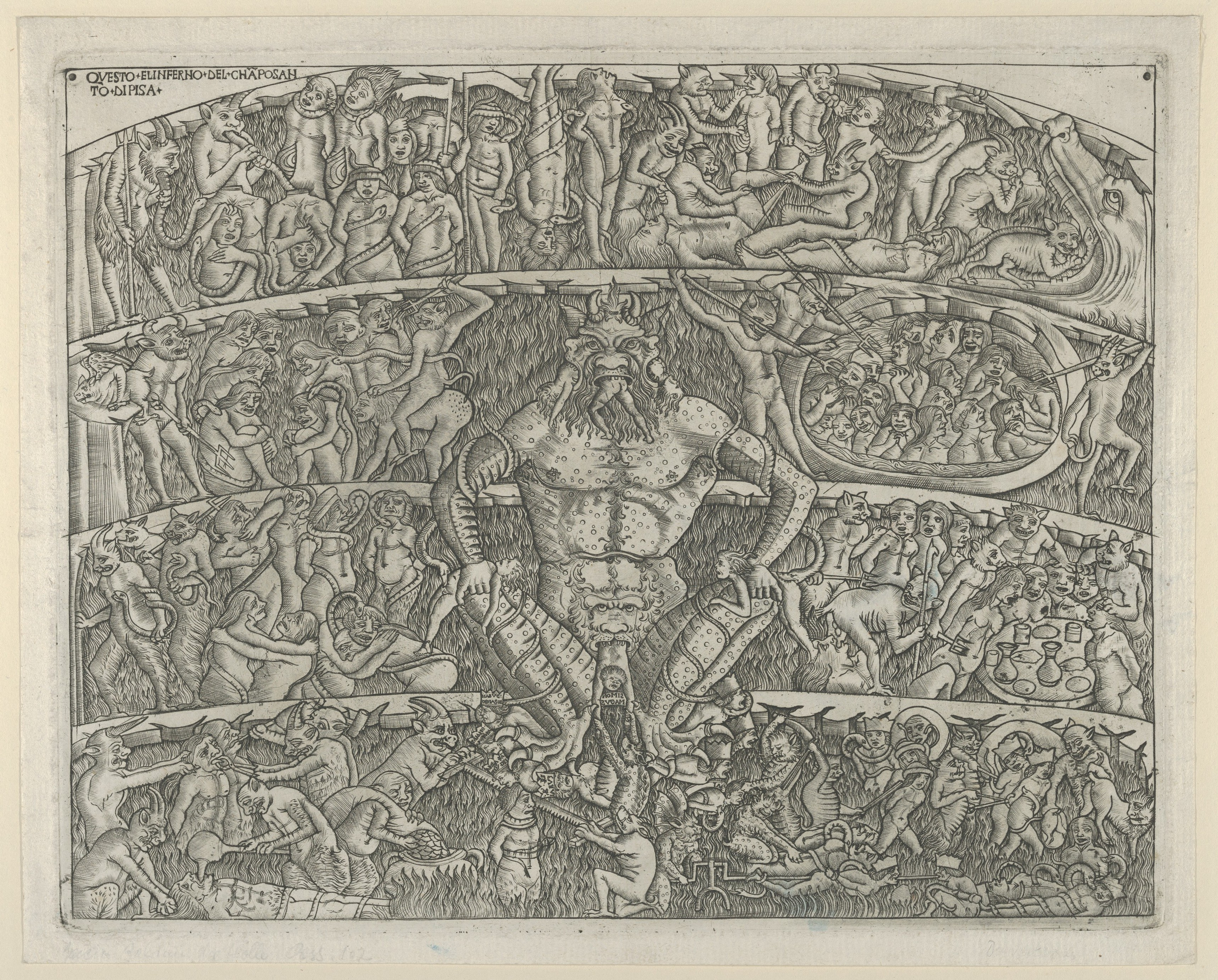
El infierno, ilustración de la Divina Comedia (1481), Museo Metropolitano de Arte, Nueva York

Baccio Baldini (Florencia, 1436–ibidem, 1487) fue un orfebre y grabador italiano. 

## Biografía
Baldini era un platero especializado en nielado. Según la tradición, recibió de Maso Finiguerra la técnica del grabado en metal. En opinión del pintor e historiador del arte Giorgio Vasari, Finiguerra fue el primero en sacar una prueba en papel de una plancha de plata, por lo que se le considera uno de los pioneros del grabado en metal.
La obra principal de Baldini fue la ilustración de la Divina Comedia de Dante, en una edición de 1481 a cargo de Niccolò di Lorenzo della Magna, sobre unos dibujos originales de Sandro Botticelli. También realizó estampas devotas y mitológicas, así como reproducciones de Andrea Mantegna.